# Leendert Japhet Pons
Leendert Japhet Pons (Groote Lindt, 4 juni 1921 - Arnhem, 16 juni 2008) was een Nederlands bodemkundige uit de school van professor Cees Edelman. Binnen de bodemkunde, ook internationaal, is hij vooral bekend geworden om zijn werk aangaande 'acid sulfate soils', in het Nederlands bekend als katteklei. Daarnaast leidde hij de overzichtskartering van Nederland op schaal 1:200 000 van de Stichting voor Bodemkartering uit Wageningen in de jaren 1950 en 1960. Deze overzichtskartering (Nebo-kaart) was gebaseerd op veel gedetailleerdere bodemkundige studies van onder meer Pons zelf. Hierbij werd steeds sterk de link gelegd tussen de pedogenese en het landschap, waardoor de studies ook van zeer grote waarde zijn gebleken voor andere vakgebieden, zoals fysische geografie.

## Jeugd en studie
Hij groeide op als zoon van de laatste dijkgraaf van de zelfstandige Zwijndrechtse Waard, Thijs Leendert Pons (tot 1955), en begon in september 1939 aan de studie Landbouw in Wageningen bij professor Edelman. De oorlog dwong hem onder te duiken in onder meer de Biesbosch. Vanaf 1943 kon hij weer terecht op zijn ouderlijke boerderij door het verkrijgen van een goed persoonsbewijs. In de tussentijd was Edelman gewoon doorgegaan met de bodemkartering. In 1942 en 1943 was Edelman actief geweest in de Bommelerwaard en in 1944 begon hij vanuit Rotterdam studenten te benaderen om te helpen bij de bodemkartering in ruil voor levensmiddelen. Ook Pons werd benaderd en hij hielp mee bij het karteren van de Zuidpolder van Delfgauw in de gemeente Pijnacker. In zijn essay Mijn herinneringen aan de bodemkunde schrijft hij daarover: "Het is voor mij nog steeds een onbegrijpelijk wonder dat dit allemaal in dat benauwde westelijke Nederland kon gebeuren tussen de Duitsers, grote stukken onder water gezet land, razzia’s en al die wanhopige mensen uit de stad die met wrakke fietsen, karretjes en sleedjes langs de wegen trokken op zoek naar voedsel."

## Loopbaan
Direct na de oorlog werd in augustus 1945 door Edelman de Stichting voor Bodemkartering opgericht, waar ook Pons na zijn afstuderen in 1947 kwam te werken. In 1950 werd hij voorzitter van de commissie die het opstellen van de Nebo-kaart moest leiden. In 1957 promoveerde hij bij Edelman. In 1962 vertrok hij voor twee jaar naar Suriname voor onderzoek en werd na zijn terugkeer in 1964 hoogleraar 'Fysische geografie en capita selecta der bodemkunde' aan de Universiteit van Amsterdam. In 1965 ging hij daar reeds weg om zijn leermeester Edelman op te volgen aan de Universiteit van Wageningen en bleef daar hoogleraar tot zijn pensioen in 1986. Zijn belangrijkste werkterrein omvatte de geschiktheid van gronden voor o.a. de teelt van gewassen en de relatie van de bodem met de geologische gesteldheid. Hij was betrokken bij 19 promoties.

## Natuurbescherming en historische geografie
Hij was jarenlang lid van de Natuurwetenschappelijke Commissie van de Natuurbeschermingsraad en maakte deel uit van de Werkgroep voor Ecologie en Ontwikkelingssamenwerking. Na zijn pensioen verdiepte hij zich met name in de historische geografie van zijn geboortestreek. Zijn laatste officiële publicatie daarover stamt uit 2007 en gaat over resten van oorspronkelijke verkavelingen in de Zwijndrechtse Waard, het land van zijn jeugd.